# روبيرتو مانسيا
روبيرتو مانسيا (بالإسبانية: Roberto Mansilla)‏ (31 يوليو 1981 بوادي الحجارة في إسبانيا - ) هو لاعب كرة قدم إسباني في مركز الدفاع. لعب مع نادي أونتينيينت ونادي سبتة ونادي قادش وAtlético Levante UD ‏ ونادي كاسيرينو ونادي ماردة ‏.

## وصلات خارجية
- روبيرتو مانسيا على موقع قاعدة بيانات كرة القدم.إي يو (الإنجليزية)
- روبيرتو مانسيا على موقع Soccerway.com (الإنجليزية)